# Olekszandr Volodimirovics Sovkovszkij
Olekszandr Volodimirovics Sovkovszkij (ukránul: Олександр Володимирович Шовковський; Kijev, 1975. január 2. –) ukrán válogatott labdarúgó. 1994 és 2016 között volt az ukrán Dinamo Kijiv játékosa és egy időben csapatkapitánya. A labdarúgás történetében egyike azon négy kapusnak, akik legalább száz Bajnokok Ligája-mérkőzést játszottak pályafutásuk során és egyike annak a hat futballistának, akik 40 éves koruk után is pályára léptek az Európa-ligában. 2020 februárjától a Parimatch nevű ukrán fogadóiroda sportszakértőjeként dolgozik.

## Pályafutása

### Klubcsapatokban
Sovkovszkij Ukrajnában, Kijevben született és a város csapatának akadémiáján kezdte pályafutását. Tizenéves korától kezdve pályafutása végéig csak a Dinamo Kijiv labdarúgója volt. 1993-ban debütált az ukrán élvonalban. A következő szezonban a Bajnokok Ligájában is bemutatkozhatott. Pályafutása nagy részében a kijeviek első számú kapusának számított, eltekintve néhány rövidebb időszaktól, amikor sérülések hátráltatták a játékban. Híressé vált arról. hogy nagy százalékban hárította az ellenfél büntetőrúgásait, amivel a médiában és a szurkolók körében is nagy népszerűségre tett szert.
2011 nyarán játszotta századik Bajnokok Ligája-mérkőzését, mindent összevetve pedig 133 alkalommal szerepelt a nemzetközi kupákban és 33 alkalommal megőrizte kapuját a góltól. Ezen fellépések közül 109 a Bajnokok Ligájában esett (77 mérkőzés a főtáblán, a selejtezők kivételével), ezeken a találkozókon pedig 28 alkalommal nem kapott gólt (16 mérkőzés a főtáblán, a selejtezők kivételével).
A 2015-2016-os szezon 19. fordulójában a Zorja elleni találkozón 413. alkalommal lépett pályára az ukrán élvonalban, amivel rekordtartóvá vált a lejátszott mérkőzések számát tekintve.
2016. december 13-án, 41 éves korában jelentette be visszavonulását.
A legjobb kapusnak tekintik a független Ukrajna történetében.

### A válogatottban
Az ukrán válogatottban 1994 és 2012 között 92 mérkőzést játszott. Ő volt a 2006-os labdarúgó-világbajnokságon az ukránok első számú kapusa. A svájciak elleni nyolcaddöntőben az ellenfél lövőinek mindegyik tizenegyesét hárította, illetve Tranquillo Barnetta a kapufát találta el. 2012 szeptemberében bejelentette, hogy visszavonul a válogatott szerepléstől. 2013-ig ő tartotta az ukrán nemzeti csapat rekordját a gól nélkül játszott perceket tekintve (728 perc), ám ezt a rekordot később Andrij Pjatov megdöntötte.

## Játékstílusa
Bár fiatalabb korában némi instabilitás jellemezte, életkorával és tapasztalatával ezeket levetkőzte és nyugalom, illetve minimális hiba jellemezte a játékát. Fejben stabil játékos volt, az egy-egy elleni szituációkban is magabiztos, a büntetők nagy százalékban védését pedig egyedülálló technikájának köszönhette.

## Statisztika

### Klubcsapatokban
Forrás:
| Klub         | Szezon   | Bajnokság     | Bajnokság                   | Országos kupa | Országos kupa               | Nemzetközi kupa | Nemzetközi kupa             | Szuperkupa    | Szuperkupa                  | Összesen      | Összesen                    |
| Klub         | Szezon   | Pályára lépés | Kapott gól nélküli mérkőzés | Pályára lépés | Kapott gól nélküli mérkőzés | Pályára lépés   | Kapott gól nélküli mérkőzés | Pályára lépés | Kapott gól nélküli mérkőzés | Pályára lépés | Kapott gól nélküli mérkőzés |
| ------------ | -------- | ------------- | --------------------------- | ------------- | --------------------------- | --------------- | --------------------------- | ------------- | --------------------------- | ------------- | --------------------------- |
| Dinamo Kijiv | 1993–94  | 9             | 6                           | —             | —                           | —               | —                           | —             | —                           | 9             | 6                           |
| Dinamo Kijiv | 1994–95  | 25            | 15                          | 2             | 1                           | 8               | 12                          | —             | —                           | 35            | 28                          |
| Dinamo Kijiv | 1995–96  | 25            | 13                          | 4             | 0                           | 3               | 1                           | —             | —                           | 32            | 14                          |
| Dinamo Kijiv | 1996–97  | 24            | 14                          | 2             | 1                           | 3               | 6                           | —             | —                           | 29            | 21                          |
| Dinamo Kijiv | 1997–98  | 26            | 13                          | 7             | 4                           | 12              | 14                          | —             | —                           | 45            | 31                          |
| Dinamo Kijiv | 1998–99  | 24            | 14                          | 6             | 4                           | 13              | 13                          | —             | —                           | 43            | 31                          |
| Dinamo Kijiv | 1999-00  | 15            | 10                          | 1             | 1                           | 16              | 19                          | —             | —                           | 32            | 30                          |
| Dinamo Kijiv | 2000–01  | 19            | 9                           | —             | —                           | 6               | 8                           | —             | —                           | 25            | 17                          |
| Dinamo Kijiv | 2001–02  | 6             | 2                           | 2             | 3                           | —               | —                           | —             | —                           | 8             | 5                           |
| Dinamo Kijiv | 2002–03  | 15            | 13                          | 5             | 0                           | 2               | 2                           | —             | —                           | 22            | 15                          |
| Dinamo Kijiv | 2003–04  | 19            | 15                          | 3             | 0                           | 8               | 9                           | —             | —                           | 30            | 24                          |
| Dinamo Kijiv | 2004–05  | 23            | 9                           | 4             | 2                           | 10              | 12                          | —             | —                           | 37            | 23                          |
| Dinamo Kijiv | 2005–06  | 24            | 17                          | 3             | 0                           | 2               | 3                           | 1             | 1                           | 30            | 21                          |
| Dinamo Kijiv | 2006–07  | 24            | 19                          | 5             | 5                           | 8               | 16                          | 1             | 0                           | 38            | 40                          |
| Dinamo Kijiv | 2007–08  | 22            | 21                          | 4             | 3                           | 6               | 12                          | —             | —                           | 32            | 36                          |
| Dinamo Kijiv | 2008–09  | 10            | 9                           | 2             | 0                           | 2               | 2                           | 1             | 1                           | 15            | 12                          |
| Dinamo Kijiv | 2009–10  | 24            | 13                          | 1             | 0                           | 4               | 5                           | 1             | 0                           | 30            | 18                          |
| Dinamo Kijiv | 2010–11  | 10            | 7                           | 2             | 2                           | 8               | 4                           | —             | —                           | 20            | 13                          |
| Dinamo Kijiv | 2011–12  | 24            | 11                          | 1             | 3                           | 9               | 9                           | 1             | 1                           | 35            | 24                          |
| Dinamo Kijiv | 2012–13  | 6             | 5                           | 1             | 4                           | 2               | 3                           | —             | —                           | 9             | 12                          |
| Dinamo Kijiv | 2013–14  | 8             | 5                           | 2             | 1                           | 5               | 3                           | —             | —                           | 15            | 9                           |
| Dinamo Kijiv | 2014–15  | 18            | 9                           | 2             | 0                           | 9               | 10                          | 1             | 2                           | 30            | 21                          |
| Dinamo Kijiv | 2015–16  | 18            | 7                           | —             | —                           | 7               | 5                           | 1             | 0                           | 26            | 12                          |
| Dinamo Kijiv | 2016–17  | 8             | 7                           | —             | —                           | 1               | 2                           | 1             | 0                           | 10            | 9                           |
| Összesen     | Összesen | 426           | 263                         | 59            | 34                          | 144             | 170                         | 8             | 5                           | 637           | 440                         |

### A válogatottban
Forrás:
| Ukrajna  | 1994     | 1  | 0  |
| Ukrajna  | 1996     | 1  | 0  |
| Ukrajna  | 1997     | 9  | 7  |
| Ukrajna  | 1998     | 5  | 4  |
| Ukrajna  | 1999     | 9  | 5  |
| Ukrajna  | 2000     | 3  | 2  |
| Ukrajna  | 2001     | 6  | 2  |
| Ukrajna  | 2002     | 4  | 2  |
| Ukrajna  | 2003     | 8  | 7  |
| Ukrajna  | 2004     | 10 | 9  |
| Ukrajna  | 2005     | 8  | 4  |
| Ukrajna  | 2006     | 12 | 11 |
| Ukrajna  | 2007     | 7  | 9  |
| Ukrajna  | 2008     | 1  | 1  |
| Ukrajna  | 2009     | 2  | 5  |
| Ukrajna  | 2011     | 5  | 3  |
| Ukrajna  | 2012     | 1  | 0  |
| Összesen | Összesen | 92 | 71 |

## Sikerei, díjai
Dinamo Kijiv
- Ukrán bajnok (14): 1993–94, 1994–95, 1995–96, 1996–97, 1997–98, 1998–99, 1999–2000, 2000–01, 2002–03, 2003–04, 2006–07, 2008–09, 2014–15, 2015–16
- Ukrán Kupa-győztes (10): 1995–96, 1997–98, 1998–99, 1999–2000, 2002–03, 2004–05, 2005–06, 2006–07, 2013–14, 2014–15
- Ukrán Szuperkupa-győztes (6): 2004, 2006, 2007, 2009, 2011, 2016
- Független Államok Közösségének kupája (4): 1996, 1997, 1998, 2002
- Valerij Lobanovszkij-emléktorna (2): 2003, 2004

Egyéni elismerései
- Az év ukrán labdarúgója, 2. hely: 1994, 1999, 2004–05
- Az év ukrán labdarúgó-kapusa (9): 1994, 1997—1999, 2003—2006, 2011
- Ukrán bajnokság, az év kapusa (2): 2010–2011, 2011–2012
- A független Ukrajna történetének legjobb labdarúgója Andrij Sevcsenkóval és Anatolij Timoscsukkal megosztva
- A Független Államok Közösségének legjobb kapusa[11]
- Aranylabda-jelölés (top 50)[12]
- A 2006-os világbajnokságon a Svájc elleni nyolcaddöntőt követően a mérkőzés emberének választották
- Védése[13] a Rubin Kazany elleni Európa-liga-mérkőzésen a forduló védése volt a 2009-2010-es szezonban.
- A 2010–11-es Európa-liga-sorozat legjobb kapusa[14]

## További információ
- Olekszandr Sovkovszkij az FC Dinamónál